# Mayhemic Truth
Mayhemic Truth war eine deutsche Metal-Band aus Großbettlingen. Nach ihrer Auflösung 1998 benannte sie sich in Morrigan um.

## Bandgeschichte
Ursprünglich wurde Mayhemic Truth 1992 von Beliar (Gesang, Gitarre) und Balor (Schlagzeug, damals noch unter dem Pseudonym Leviathan) gegründet. Im Dezember wurde die Kassette Rehearsal November 1992 veröffentlicht, direkt danach verließ Gitarrist Chemosh die Band. Im April 1993 erschien das Demo Son of Dawn in einer Auflage von 100 Stück. Anschließend stieg Lilith als Bassist ein und man veröffentlichte das zweite Demo Promotape ’94. Auf einer der ersten Black-Metal-Touren durch Deutschland spielte Mayhemic Truth im Vorprogramm von Immortal und Marduk. Prompt warfen Underground-Fans der Band Ausverkauf vor; diese konterte in der Erstausgabe des Ablaze, dass ihre Einflüsse Bands wie Venom und Bathory seien und „nicht wie bei anderen Bands Immortal“, womit die Vorwürfe „überflüssig“ seien. 1994 stieg Lilith wieder aus und man entschloss sich endgültig zu zweit weiterzumachen.
1995 erschien die 7’’-EP Cythraw in einer auf 500 Stück limitierten Auflage auf Folter Records. Es folgten Auftritte als Duo mit verschiedenen Bands wie Desaster und Occult und eine Mini-Tournee mit Mortuary Drape, Countess und Drowned. Auf dem ersten Folter Open Air- und dem ersten Fuck Christmas-Festival konnte die Gruppe danach auftreten. Da die Zusammenarbeit mit Folter Records nicht besonders gut lief, entschloss man sich getrennte Wege zu gehen. Ein weiteres Demo mit dem Titel Demo ’96 folgte. Aus dem Dunstkreis der Szene um die NSBM-Band Absurd wurden Flyer gegen die Gruppe und gefakte Interviews veröffentlicht, nachdem diese sich von Organisationen wie der Teutonic Brotherhood distanziert hatte. Ironischerweise besteht nun ein freundschaftliches Verhältnis zwischen der Nachfolgeband Morrigan und Absurd.
1997 entschloss man sich aus persönlichen Differenzen die Gruppe ruhen zu lassen. Balor gab als Grund an, Beliar habe die Band wegen seiner Freundin verlassen. Posthum veröffentlichte Iron Pegasus Records 1999 die Kompilation In Memoriam, die die Lieder der Demo ’96 und der EP beinhaltet; der Betreiber Costa Stoios führte außerdem ein posthumes Interview mit Balor für das Tales of the Macabre. Eine weitere Kompilation unter demselben Titel erschien 2005 auf dem schwedischen Label I Hate Records, diese Neuauflage enthält zusätzlich die Lieder der Promo ’94. Kurz nach der Trennung gründete Balor die Band Blizzard.
Nach zwei Jahren Pause gründeten Balor und Beliar eine neue Band unter dem Namen Morrigan, nach der keltischen Gottheit Morrígan und einem Liedtitel von Mayhemic Truth benannt.

## Musikstil
Der Stil von Mayhemic Truth wie auch ihrer Nachfolgeband Morrigan ist stark von Bathory beeinflusst. Die Musik war meist im Midtempo angesiedelt und auch die Produktion war ähnlich der von Bathorys Blood Fire Death-Album. Neben der episch-atmosphärischen Ausrichtung der einzelnen Lieder dominierte eine hohe Krächzstimme und gelegentlich eingesetzter klarer Gesang die Lieder. Zum Teil lehnte man sich aber auch an die schnelle Anfangsphase von Bathory an. Die epischeren Stücke stammten dabei eher von Beliar und die schnellen und aggressiven eher von Balor. Die Band selbst bezeichnete ihre Musik nicht als Black Metal. Balor erklärte dazu: „Black Metal is an LP from Venom and not a music style! […] I'm not tired about what Black Metal was but I'm tired about what Black Metal is! This shitty theatralic and pseudo-mystical music has nothing to do with the original meaning of Black Metal.“ Die Musiker hatten kein Interesse an Satanismus und Okkultismus. Da die keltische und nordische Mythologie ihrer Meinung nach die Musik von Mayhemic Truth reflektierte, schrieben sie stattdessen Texte über diese Themen.

## Rezeption
Mayhemic Truth war, wie viele der Bands der zweiten Welle, stark von der Underground-Kultur beeinflusst und dementsprechend wurden die Demos und die Single ausschließlich im Underground rezipiert. Auch Interviews fanden nur in Fanzines statt. Erst mit der Veröffentlichung von Iron Pegasus und der Neugründung unter dem Namen Morrigan wurde die Gruppe auch in der restlichen Metal-Szene bekannt. Mayhemic Truth gilt heute als eine der Wegbereiter für den deutschen Black Metal und wurde dementsprechend auch im Black-Metal-Special des Rock Hards vom Oktober 2009 gewürdigt. Die Kompilation In Memoriam wurde in die Liste der „250 Black-Metal-Alben, die man kennen sollte“ aufgenommen.

## Diskografie
- 1992: Rehearsal November 1992 (MC, wenige Exemplare)
- 1993: Son of Dawn (MC, limitiert auf 100 Exemplare)
- 1994: Promo ’94 (MC, limitiert auf 300 Exemplare)
- 1995: Cythraw (7’’-EP, Folter Records, limitiert auf 500 Exemplare)
- 1996: Demo ’96 (etwa 500 Exemplare in zwei Auflagen)
- 1997: Live in Bernhausen (MC, Sombre Records und Iron Bonehead, limitiert auf 50 Exemplare)
- 1999: In Memoriam (CD/LP/Picture Disc, Iron Pegasus Records; Neuauflage ab 2005 auf I Hate Records)